# Irene La Sen
Irene del Valle de la Sen, més coneguda pel seu nom artístic Irene La Sen, (Barcelona, 1984) és una poeta catalana en llengua castellana resident a Palma.

## Trajectòria
Molt activa en ambients de poesia underground, jam sessions i slams en diverses ciutats, ha protagonitzat també diverses improvisacions en viu. Ha col·laborat a més diverses edicions dels festivals d'art experimental R.E.A.L., COSMOPOÉTICA'10, Artmoda i PING!, al festival indie SOS 4.8, a la Noche del Poetry Slam Europeo de Madrid, al 1r Campionat de Poetry Slam Barcelona, al festival de poesia independent Inverso de 2010 i a l'acte de presentació de l'Anilla Cultural Latinoamérica-Europa al CCCB, així com en tertúlies organitzades per l'Institut d'Estudis Baleàrics. Col·labora en l'organització de Poetry Slam Punto Es i de Poetry Slam Mallorca, el qual va fundar en 2010 amb Annalisa Marí Pegrum.
Fora de la península ha participat en el SZIGET Festival i a l'European Poetry Slam Days de Berlín de 2009.

## Estil
Irene La Sen és considerada una poeta d'estil dinàmic, aconseguit a través de diversos estils musicals que van des del blues o el jazz fins a la música electrònica. Les seves lletres s'inspiren en temes com la relació de l'ésser humà amb l'entorn, la soledat, la integritat, les relacions i les patologies humanes contemporànies, el dolor o les contradiccions, entre d'altres.
L'autora afirma que per ella és una necessitat transmetre el que escriu, i afirma que interpreta perquè sent com a veritat el que ha escrit. Veu la poesia com una via d'escapament de la rutina i la feina diàries, com un exercici de silenci o d'introspecció.

## Guardons
Fou la guanyadora del primer slam de poesia celebrat a Palma el juny de 2009.

## Obres destacades

### Llibres
- La Sen, Irene. CAL (en castellà), 2010. ISBN 9788461436125.

### Discos
- Irene La Sen; Xarro de las Calaveras. CAL VIVA (en castellà), 2010.